# Andreas Hommelsheim
Andreas Hommelsheim (* 18. November 1953 in Berlin) ist ein deutscher Keyboarder, Musikproduzent, Komponist und musikalischer Leiter zahlreicher Synchronproduktionen.

## Werdegang
Aus einer musikalischen Familie stammend erhielt Hommelsheim bereits mit fünf Jahren Klavierunterricht. Als Jugendlicher erhielt er außerdem Gitarrenunterricht. Im Alter von 20 Jahren begann er ein Germanistikstudium an der Freien Universität Berlin, das er 1975 erfolgreich abschloss. Zeitgleich begann Hommelsheim ein Studium der Schulmusik an der Hochschule der Künste Berlin. Nach zahlreichen Angeboten aus der freien Musikwirtschaft entschied er sich, das Studium nach neun Semestern ohne Abschluss zu beenden, um sich gänzlich seinen laufenden Tätigkeiten als Musiker, Komponist, Musikproduzent und Arrangeur zu widmen. So arbeitete er während seiner Studienzeit beispielsweise als Studiomusiker und Arrangeur für Drafi Deutscher, Roland Kaiser, Joy Fleming und UKW. 
Anfang der 1980er-Jahre tourte Hommelsheim als Keyboarder mit der Stefan Waggershausen Band sowie mit Pete Wyoming Bender, für den er auch als musikalischer Leiter und Komponist tätig war. Mit Margo und Arakontis gründete er während dieser Zeit eigene Jazzrock-Formationen, bei denen zeitweise Gerry Brown und Alphonse Mouzon mitwirkten.
1986 baute Hommelsheim sein erstes von zahlreichen weiteren Ton- und Synchronstudios. Außerdem gründete er die Labels Blackbird Records und AH Records sowie den angeschlossenen Blackbird Musikverlag.
1988 begann Hommelsheim mehr und mehr, als musikalischer Leiter und Liedtexter in der Synchronbranche zu arbeiten. Zwischen 1998 und 2001 arbeitete er als Dubbing Supervisor für DreamWorks und Warner Brothers in Frankreich, Griechenland, Israel, Italien, Japan, Spanien, Taiwan und der Türkei.
Als musikalischer Leiter ist er verantwortlich für zahlreiche Synchronisationen bekannter Filmproduktionen wie Arielle, die Meerjungfrau, Die Schöne und das Biest, Aladdin, Der König der Löwen, Pocahontas, Der Glöckner von Notre Dame, Herkules, Anastasia, Der Prinz von Ägypten, South Park: Der Film – größer, länger, ungeschnitten, Das Phantom der Oper, Charlie und die Schokoladenfabrik, Happy Feet, Happy Feet 2, Ice Age 4, Inside Llewyn Davis uvm. sowie Trickfilm- und Animationsserien wie Looney Tunes, Pinky und der Brain, Animaniacs, Die Abenteuer des Captain Underpants uvm. 
Dabei arbeitete er u. a. mit Jennifer Rush, Iris Berben, Meret Becker, Nena, Moritz Bleibtreu, Patrick Nuo, Ute Lemper, Haddaway, Judy Winter, Jürgen Drews, Roberto Blanco, Katja Ebstein, Nina Hagen, Daniel Brühl, Mario Adorf, Olli Dittrich, Wigald Boning, Diether Krebs, Hildegard Knef, Frank Zander, Harald Juhnke, Thomas Gottschalk, Joachim Kemmer, Rainer Basedow, Ilja Richter, Dirk Bach, Max Raabe, Smudo, Jan Delay, Sarah Kuttner und Lena Meyer-Landrut sowie Ennio Morricone, Andrew Lloyd Webber und Hans Zimmer.
2010 reaktivierte er sein Label Blackbird Music. Mit dem Blackbird Music Studio eröffnete er 2012 ein weiteres Musikproduktionsstudio in Berlin.

## Auszeichnungen
1994 erhielt Hommelsheim die Goldene Schallplatte als Produzent der deutschen Fassung der Songs aus Der König der Löwen.

## Diskografie (Auszug)
- Margo: Margo (1981, Blackbird Records)
- Arakontis: Live at the Quasimodo (1981, Blackbird Records)
- 55 Fifty Five: Live in Berlin (2010, Blackbird Music)
- B3: Back To My Roots (2014, Blackbird Music)
- B3: Memories In Melodies (2015, Blackbird Music)
- B3: Get Up! Live At The A-Trane (2017, Blackbird Music)